# Мондольфо
Мондольфо (італ. Mondolfo) — муніципалітет в Італії, у регіоні Марке,  провінція Пезаро і Урбіно.
Мондольфо розташоване на відстані близько 220 км на північ від Рима, 37 км на північний захід від Анкони, 25 км на південний схід від Пезаро, 38 км на схід від Урбіно.
Населення — 14 465 осіб (2014).
Щорічний фестиваль відбувається 26 вересня. Покровитель — Santa Giustina.

## Демографія
Населення за роками:

Станом на 1 січня 2023 року в муніципалітеті офіційно проживало 1205 іноземців з 68 країн, серед них 231 громадянин країн Євросоюзу та 51 громадянин України.

## Сусідні муніципалітети
- Кастель-Колонна
- Фано
- Монтерадо
- Сан-Костанцо
- Сенігаллія